# Гатс (Берсерк)
Гатс (яп. ガッツ Гатцу) — главный герой манги «Берсерк» и её аниме-экранизации, создан мангакой Кэнтаро Миурой. Наёмник, командир ударного отряда банды Сокола, герой Столетней войны, мастер меча, «Убийца сотни», «Чёрный мечник». В аниме 1997 года озвучен сэйю Нобутоси Канной. Впервые этот персонаж (точнее, его прообраз) появляется в манге Миуры Prototype как мечник, охотящийся на демонов.

## Внешность
Гатс — высокий, мускулистый брюнет с резкими чертами лица. Тело покрыто сетью шрамов, полученных во множестве сражений. Одевается в одежду тёмных цветов. Также, как правило, носит панцирь и полузакрытый шлем. В заспинных ножнах носит двуручный меч.
После Затмения, в ходе которого погиб весь Отряд Сокола, внешность Гатса значительно преобразилась. На месте потерянного правого глаза — пустая глазница, потерянная левая рука заменена железным протезом. Сам же Гатс имеет внешность странствующего наёмника увешанного оружием. Он носит чёрный панцирный доспех и чёрный плащ с капюшоном, полностью скрывающий фигуру. На спине Гатс носит свой огромный меч — «Убийца Драконов». На шее, сзади справа (в «Prototype» — справа на груди), у него «Клеймо Жертвы» — знак полученный во время Затмения, привлекающий призраков и нежить к носителю.
В арке «Сокол Тысячелетней Империи» Гатс получает Доспех Берсерка — латный доспех чёрного цвета с шлемом в виде черепа. Когда Гатс впадает в состояние берсерка, шлем приобретает форму оскаленной волчьей морды. Из-за использования этого доспеха у Гатса появились седые пряди в волосах и шрамы по всему телу. Также Гатс выглядит старше своих лет.

## Характер
Гатс — байронический герой. Он обладатель сильного и целеустремлённого характера. Смел, вплоть до безрассудства. Упрям. Уверен в себе. Прямолинеен, не терпит дипломатических тонкостей общения, предпочитая говорить прямо и по существу. Также весьма жесток и циничен. Общие черты характера сохраняются на протяжении всего повествования, но при этом характер Гатса очень сильно меняется в ходе сюжета.
До вступления в Отряд Сокола был замкнутым и неразговорчивым человеком, сторонившемся окружающих. В ходе службы в Отряде у него впервые появились друзья среди наёмников. Также он заработал репутацию безбашенного рубаки, коим он и являлся. Также он стал верным и преданным другом, готовым без раздумий помочь товарищам, даже ценой своей жизни.
После Затмения характер Гатса сильно изменился. Он превратился в одинокого мстителя, желающего лишь отмщения, которое он творит своими руками, невзирая на цену и последствия. Он спокойно использует детей в качестве приманки, случайных свидетелей в качестве живого щита. Его абсолютно не волнуют последствия его действий для окружающих.
После возрождения Гриффита характер Гатса снова начинает изменяться: Гатс-Мститель уступает место Гатсу-Защитнику. Хотя он всё также циничен, жесток и прямолинеен, но теперь его основная задача — защита Каски. Осознание этого меняет его характер. Теперь Гатс начинает задумываться о будущем и о последствиях своих действий, в первую очередь для Каски. Он принимает своих спутников, первоначально просто как помощников в путешествии, но затем к своему удивлению обретает в их лице новых друзей. Нынешний характер Гатса близок к его характеру в период службы в Отряде Сокола.

## Биография
Гатс родился от мёртвой женщины, которую повесили скорее всего прямо во время родов. Новорождённого Гатса подобрала Сис, женщина одного из наёмников — Гамбино, чей отряд проходил мимо. Когда Гатсу было 3 года, Сис умерла от чумы. В 6 лет Гамбино начал давать Гатсу первые уроки боя на мечах. Так как даже короткие мечи были для Гатса слишком большими и тяжёлыми, он использовал двуручный хват. В 9 лет Гатс впервые участвовал в бою как полноправный наёмник. После одного из боёв Гамбино продал Гатса на одну ночь другому наёмнику — Доновану, который изнасиловал Гатса. В следующем бою Гатс убил Донована, а Гамбино потерял ногу. В течение следующих двух лет Гатс заботился о Гамбино, но однажды, изрядно напившись, Гамбино обвинил его в смерти Сис и потере ноги и попытался убить. Гатс убил Гамбино и бежал из роты наёмников.
Следующие 4 года Гатс скитался по всем фронтам, часто меняя отряды, пока однажды не оказался в Отряде Сокола — легендарном отряде наёмников, который ни разу не терпел поражений в бою. Великолепно проявив себя в бою, он вскоре стал командиром элитного Ударного Подразделения Отряда Сокола. Также он впервые нашёл друзей, в числе которых командир Отряда Сокола — Гриффит. В рядах Отряда Гатс совершает немало подвигов, которые делают его легендой, в том числе победа в схватке с сотней наёмников, за которую он получил прозвище Убийца Сотни Человек. Спустя примерно 3 года Гатс покидает Отряд. Ещё через год он узнаёт, что Гриффит заточён в тюрьме, и вместе с остатками Отряда Сокола предпринимает успешную попытку освобождения командира Отряда. Но искалеченный Гриффит уже не может даже ходить. Не в силах смириться с этим Гриффит активирует Бехерит, который он носил на шее что вызывает событие именуемое Затмением. За исполнение его желания он отдаёт самое ценное, что у него есть — Отряд Сокола. В результате уцелели только Гатс, потерявший руку и глаз, Каска, лишившаяся рассудка, и Риккерт, который был ранен и отсутствовал в момент Затмения. Придя в себя, Гатс принимает решение отомстить апостолам Руки Бога и Гриффиту.
Ещё 2 года Гатс бродит по континенту, убивая апостолов, а также нежить и духов, привлекаемых его меткой жертвы. На самого же Гатса объявлена охота Церковью. По его следам следует отряд Рыцарей Святых Железных Цепей, который настигает его, обессиленного, после стычки с очередным Апостолом. Гатсу удаётся сбежать, но вскоре он узнаёт, что Каска, оставленная им у Годо, сбежала, и он отправляется по её следам на Святую Землю — в Альбион. Там он освобождает Каску из рук Церкви и становится свидетелем возрождения Гриффита.
После спасения Каски Гатс понимает, что он не в состоянии обеспечить её безопасность и одновременно продолжать мстить Апостолам, поэтому он принимает помощь своих спутников — в частности Фарнезы и Серпико, бывших Рыцарей Святых Железных Цепей, и, следуя совету эльфа Пака, отправляется на поиски Эльфхейма, страны эльфов, чей король, возможно, сможет помочь Каске. Во время путешествия Гатс получает в подарок от колдуньи Флоры Доспех Берсерка, артефакт, увеличивающий силу и скорость, а также блокирующий боль, но при этом его носитель теряет самоконтроль, впадая в слепую ярость.

## Навыки и способности
Гатс — мастер меча, возможно, один из лучших мечников. Начав тренировки в возрасте 6 лет, он добился великолепного владения двуручным мечом. Его выдающиеся навыки владения оружием отмечали даже враги, например, Бессмертный Зодд или генерал Боскон. Также Гатс владеет другими видами оружия: гранатами, метательными ножами, арбалетом, ручной пушкой.
Гатс невероятно силён и вынослив. В начале своей карьеры наёмника он использовал двуручный меч, который был почти втрое тяжелее обычных двуручников. При этом он использовал его без особых усилий даже одной рукой. Также он первый и единственный человек, сумевший овладеть «Убийцей Драконов» — огромным мечом, выкованным кузнецом Годо.
Впечатляет и его способность к самовосстановлению: он пережил множество схваток с превосходящим его противником, но сумел выжить и восстановиться даже после тяжелейших ранений. Также можно отметить его подвижность и молниеносную реакцию.
Гатс — тактик, способный моментально оценить ситуацию и действовать с наибольшей эффективностью для себя. В зависимости от ситуации он может использовать различное снаряжение из своего арсенала, а также различные приёмы и уловки. Также он способен мгновенно адаптироваться к изменившейся ситуации, в результате чего, его очень сложно застать врасплох.
Особенностью Гатса является Клеймо Жертвы — символ, означающий что он предназначен в жертву демонам. Гатс получил его во время Затмения, когда Гриффит принёс в жертву Отряд Сокола. Этот знак позволяет ему находиться одновременно в мире живых и в мире духов, в результате чего, он, как маяк, притягивает призраков, демонов и нежить в течение ночи и, иногда, дня. Также он начинает кровоточить, когда рядом оказывается Апостол. При приближении к Апостолам Руки Бога клеймо начинает отдаваться ужасающей болью, которая может даже привести к смерти Гатса.

## Снаряжение Гатса
- Искусственная рука

Во время Затмения Гатс потерял левую руку по локоть, но Риккерт изготовил для него протез — железную руку. В её ладонь и пальцы вмонтированы магниты, чтобы можно было держать меч. Также конструкция руки позволяет крепить на неё малый арбалет. Последний «сюрприз» этой руки — встроенная пушка. При необходимости Гатс откидывает кисть и производит выстрел. Плюс ко всему, сам протез является сокрушительной заменой кулаку в рукопашной схватке.
- «Убийца Драконов»

Огромный меч Гатса. Он был выкован кузнецом Годо по заказу одного короля, пожелавшего меч, способный убить дракона одним ударом. Годо, не веря в драконов, выковал меч, который невозможно использовать. В результате Годо бежал, прихватив и этот меч.
Меч представляет собой клинок, огромных размеров, выкованный из чёрного металла. Большинство видевших его сравнивают оружие с глыбой металла или огромным брусом. Меч очень тяжёл, его с трудом переносили два рыцаря, но при этом с одного удара способен пробить любой доспех, даже с его владельцем. Также, благодаря тому, что Гатс убил им множество апостолов и духов, меч приобрёл тёмную ауру, что не могло не сказаться на его боевых свойствах. Возможно, теперь им можно убить апостолов «Руки Бога» даже в астральном мире.
- Доспех Берсерка

Проклятый артефакт, созданный гномами давным-давно. О его прошлых владельцах мало что известно, кроме того, что он послужил причиной смерти, по меньшей мере одного из них. Также известно что одним из его владельцев был Рыцарь-Череп, о чём свидетельствует изначальная форма шлема в виде черепа, а также разговор рыцаря с Ширке и Гатсом; о нём вскользь упоминал Бессмертный Зодд в битве у дома Флоры. Рыцарь-Череп передал доспех на хранение волшебнице Флоре, которая в свою очередь подарила его Гатсу.
Доспех увеличивает физическую силу и скорость носителя. Также его владелец не ощущает боли и повреждений. В случае переломов доспех фиксирует кости пронзая их вместе с плотью, результатом этого является обширная кровопотеря. Другим побочным эффектом является полная потеря самоконтроля — носитель доспеха перестаёт отличать своих от чужих, впадая в состояние слепой ярости.

## Отношения с другими персонажами

### С Гриффитом
Первоначально Гатс воспринимал Гриффита, как очередного командира-аристократа: высокомерного, напыщенного и самовлюблённого эгоиста. Но узнав его поближе, Гатс сблизился с ним и в итоге он стал его лучшим другом. До определённого момента Гатс думал, что сам Гриффит тоже считает его своим лучшим другом, но позже он понял, что это не так. На самом деле Гатс был для него просто верными мечом и надёжным щитом. После того, как Гатс понял это, он решил покинуть Гриффита и следовать своим путём. Гатсу не хотелось быть просто орудием, с помощью которого Гриффит стремился к осуществлению своей грандиозной мечты. Когда Гриффит увидел, что Гатс действительно собирается покинуть его, он заявил, что Гатс полностью принадлежит ему. Это подтвердило тот факт, что Гриффит считал Гатса своей собственностью. Несмотря на это, позже Гатс принимал активное участие в освобождении Гриффита из тюремного заключения, поскольку всё ещё испытывал к последнему дружеские чувства. Но после предательства Гриффита дружеское отношение к нему Гатса сменилось сильной ненавистью. Теперь Гатс ненавидит Гриффита за то, что он принёс в жертву Отряд Сокола и изнасиловал Каску.

### С Каской
Долгое время отношения между Гатсом и Каской были натянутыми. Каска считала его опасным и неуправляемым, подвергающим опасности жизни Гриффита и других Соколов, а Гатс злился на неё за то, что она всегда говорила это ему в лицо. Но позже они смогли найти общий язык, а спустя некоторое время полюбили друг друга. Гатс всё ещё любит Каску, несмотря на то, что она боится его (Каска потеряла рассудок после затмения и ничего не помнит) из-за того, что он едва не убил её, впав в состояние берсерка. На данный момент Каска — самый дорогой человек для Гатса.

### С Паком
Гатс встретился с Паком, когда над эльфом измывались наёмники. Он случайно спас его и Пак тут же решил увязаться за ним, мотивируя это тем, что раз Гатс его спас, то должен взять на себя ответственность за него. Но каждый раз Гатс пытался его прогнать, говоря, что ему не нужны попутчики, и его тошнит от слабаков. Но даже несмотря на такое отношение, Пак часто спасал Гатса, вылечивая его раны с помощью своей пыльцы и просто помогая в трудную минуту. Со временем Гатс позволил ему остаться, и они стали путешествовать вместе. В какой-то степени Пак стал маяком для Гатса, не позволяющим ему окончательно пасть во тьму.